# نرويجيان إنكور
نرويجيان إنكور (بالإنجليزية: Norwegian Encore)‏ هي سفينة سياحية والتي تديرها شركة نرويجيان كروزز. ودخلت في الخدمة في عام 2019.

## نبذة
أعلنت شركة نرويجيان القابضة في 14 يوليو 2014 بأنها توصلت إلى اتفاق مع مير رفت لطلب سفينتين جديدتين بقيمة 1.6 مليار يورو من فئة بريك أواي بلس، على أن يتم تسليمهما في 2018 و 2019 على التوالي. قُدرت حمولة كل سفينة مبدئيًا بحوالي 164.600 طن ومزودة بما يقارب 4200 مضجع للركاب.
أُعلن في فبراير 2017 أن السفينة المقرر تسليمها في عام 2019 ستكون مصممة للسوق الصينية، ومع ذلك ففي يناير 2018 تم الإعلان بتخصيص السفينة للأسواق الغربية ،  بدأ البناء بإحتفال قطع ألواح الصلب للسفينة في 31 يناير 2018، وهو اليوم الذي تم فيه الإعلان عن اسمها أيضًا باسم نرويجيان إنكور.  تم التعويم في 17 أغسطس 2019 وتم سحب السفينة من مبنى الرصيف ليتم الانتهاء من تكسيتها والتجهيز النهائي. وبدأت مرحلة قطر السفينة في 30 سبتمبر 2019 على طول نهر إمس باتجاه ميناء إمسهافن لإجراء تجاربها البحرية وأكملتها في 1 أكتوبر.
يبلغ إجمالي طول نرويجيان إنكور 333.5 مترًا (1،094 قدمًا)، وغاطس بعمق 9.00 مترًا (29.53 قدمًا). بحمولة إجمالية 169،116 طنًا ووزنها الساكن 11،700 طن ساكن. يوجد في السفينة 20 طابقًا و 2043 غرفة فاخرة تتسع لـ 4،004 راكب في إشغال مزدوج. 
جُهزت السفينة بخمس محركات رئيسية بطاقة إنتاجية إجمالية تبلغ 102.900 حصان (76.7 ميجاوات).اثنين منها من صنع شركة مان طراز B&W 14V48/60CR، كل منهما بقوة 22.520 حصان (16.79 ميجاوات)، وثلاثة أخرى من طراز B&W 12V48/60CR بقوة 19300 حصان (14.4 ميجاوات) لكل منها.
نظام الدفع الموجود في السفينة عبارة عن وحدتي أزيبود بقدرة إجمالية تبلغ 40 ميجاوات، مما يسمح بسرعة خدمة تبلغ 22.5 كيلوطن. تم تجهيز المحركات بأجهزة تنقية العادم ونظام استرداد الحرارة لتحسين كفاءة الطاقة. 

## روابط خارجية
- الموقع الرسمي